# Pour pâques ou à la trinita
Série
Trinita, connais pas
Pour plus de détails, voir Fiche technique et Distribution.
Pour pâques ou à la trinita  (titre original : Il vangelo secondo Simone e Matteo) est un film-comédie d'action réalisé par Giuliano Carnimeo sorti en 1976 et mettant en vedette Michael Coby et Paul L. Smith. C'est la suite de Trinita, connais pas (Simone e Matteo: Un gioco da ragazzi),.

## Synopsis
À Dakar, Simone et Matteo se réfugient dans un monastère pour échapper à la police. Un trafiquant leur vend une statue de saint Joseph pour l'emporter en Europe qu'ils découvrent pleine de diamants. Les criminels et la police les pourchassent afin de récupérer le précieux butin.

## Distribution
- Michael Coby (VF : Jacques Ferrière) : Butch (Matteo)
- Paul L. Smith (VF : Jean-Louis Maury) : Toby (Simone)
- Dominic Barto (VF : Alain Dorval) : Morgan
- Jacques Herlin (VF : René Bériard) : inspecteur Nelson
- Claudio Gora (VF : Albert Augier) : M. Robinson
- Giuseppe Maffioli (VF : Jean Violette) : le prêtre
- Riccardo Petrazzi : Massimo
- Franco Pesce (VF : Albert Augier) : père Remo